# Sept Préludes op. 17
Les Sept préludes opus 17 forment un cycle de préludes pour piano d'Alexandre Scriabine composé entre 1895 et 1896.